# Naviglio di San Marco
Il Naviglio di San Marco era un canale artificiale navigabile di Milano che collegava il Naviglio della Martesana, di cui era la prosecuzione, al laghetto di San Marco. Quest'ultimo sfociava poi nella Cerchia dei Navigli grazie alla Conca di San Marco. Fu interrato tra il 1929 e il 1930 contestualmente agli analoghi lavori di chiusura della Cerchia dei Navigli.

## Storia

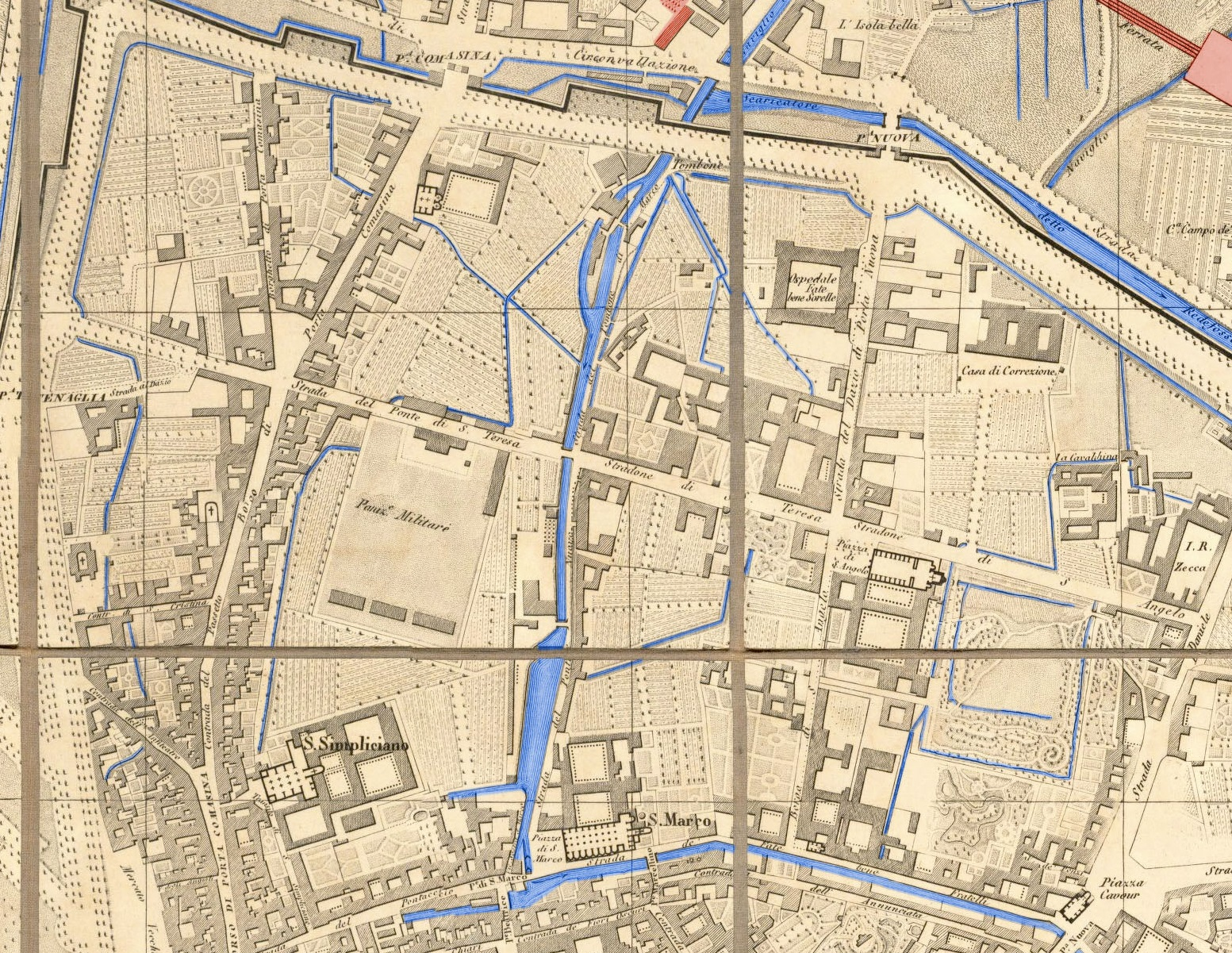
Da nord a sud, l'asse Naviglio della Martesana/Naviglio di San Marco su una mappa di Milano del 1860. Si possono riconoscere il Naviglio della Martesana che sottopassa le mura spagnole di Milano (che sono costeggiate, da ovest a est, dal Cavo Redefossi), il ponte delle Gabelle, la Conca dell'Incoronata, il laghetto di San Marco e la Conca di San Marco. In basso, da ovest a est, la Cerchia dei Navigli che raccoglie le acque del laghetto di San Marco

Il Naviglio di San Marco derivava il nome dalla chiesa omonima che fu costruita a partire dal 1245 e che sorgeva nei suoi pressi. A sua volta la chiesa di San Marco, che esiste tuttora, prende il nome da san Marco, santo patrono di Venezia: questa intitolazione fu voluta in onore alla città lagunare, che fece parte insieme a Milano della Lega Lombarda, alleanza militare che sconfisse l'imperatore del Sacro Romano Impero Federico Barbarossa nella battaglia di Legnano (29 maggio 1176). Dopo la decisiva sconfitta di Legnano, l'imperatore accettò un armistizio di sei anni (la cosiddetta "tregua di Venezia"), fino alla pace di Costanza, in seguito alla quale i comuni medievali dell'Italia settentrionale accettarono di restare fedeli all'Impero in cambio della piena giurisdizione locale sui loro territori. 
Il Naviglio di San Marco era, da un punto di vista idraulico, la continuazione del Naviglio della Martesana. Nel passato quest'ultimo proseguiva il suo percorso cittadino, ora interrato, oltre le mura spagnole, sottopassando il ponte delle Gabelle e incontrando la Conca dell'Incoronata, dopo la quale cambiava nome in Naviglio di San Marco. Il Naviglio di San Marco in seguito confluiva nel laghetto di San Marco per poi immettersi nella Cerchia dei Navigli, ponendo fine al suo corso, attraverso la Conca di San Marco, conca di navigazione costruita con il contributo di Leonardo da Vinci. 
Il Naviglio di San Marco, la Conca dell'Incoronata e il laghetto di San Marco furono realizzati nel 1469 contestualmente ai lavori di costruzione del Naviglio della Martesana. Il suo allacciamento alla restante parte dei canali navigabili milanesi fu compiuto nel 1496, con l'ampliamento della Cerchia dei Navigli verso nord, ovvero dal laghetto di Santo Stefano alla Conca di San Marco. Con questi lavori venne completata la Cerchia dei Navigli navigabile: da questo momento in poi fu possibile navigare senza interruzioni nel percorso tra il Lago Maggiore e il Lago di Como via navigli milanesi. fu interrato tra il 1929 e il 1930 contestualmente agli analoghi lavori di chiusura della Cerchia dei Navigli.

## Galleria d'immagini

Dal basso verso l'alto, il Naviglio di San Marco verso l'omonimo laghetto subito dopo la Conca dell'Incoronata, che si vede al centro della foto
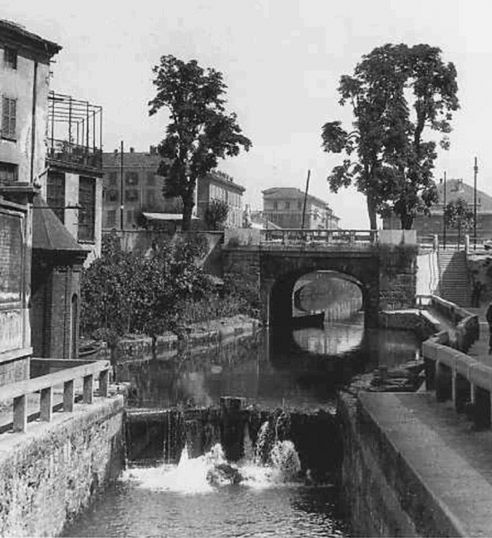
La Conca dell'Incoronata nel 1925, quando era ancora in funzione, prima dell'interramento dell'ultimo tratto del Naviglio della Martesana, che ha tolto l'acqua alla conca. Sullo sfondo si vede il ponte delle Gabelle. Dopo la Conca dell'Incoronata il canale iniziava a chiamarsi Naviglio di San Marco
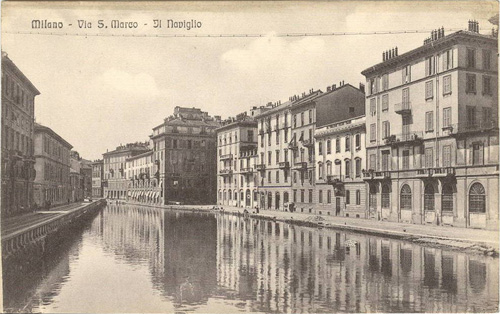
Il laghetto di San Marco
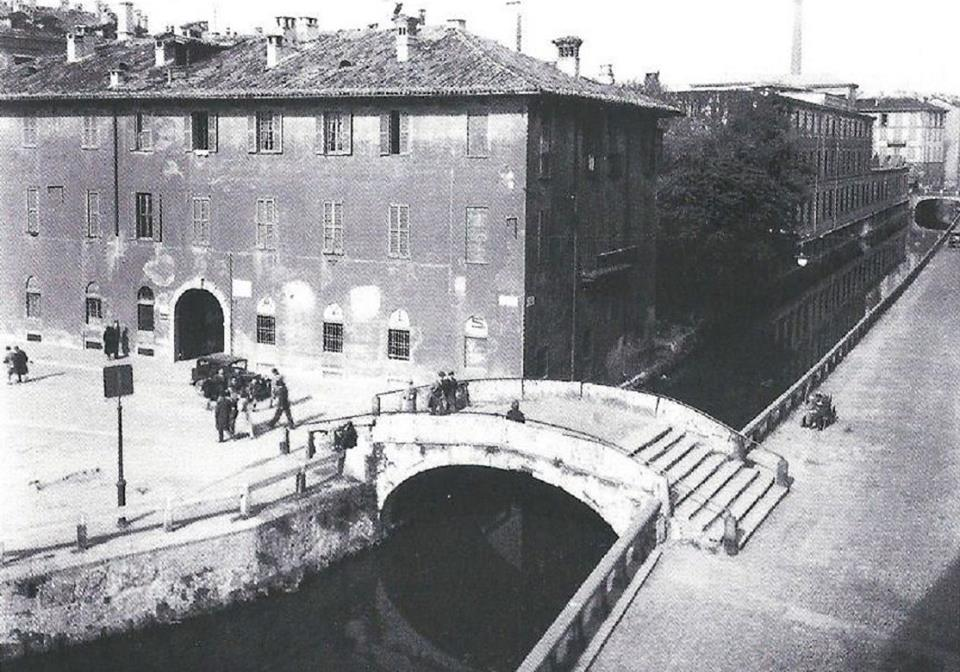
Via San Marco e il ponte dei medici a Milano. Il ponte era situato all'ingresso del laghetto di San Marco. Il canale che si vede a monte è il Naviglio di San Marco
Pulizia del Naviglio di San Marco
Confluenza del Naviglio di San Marco nella Cerchia dei Navigli
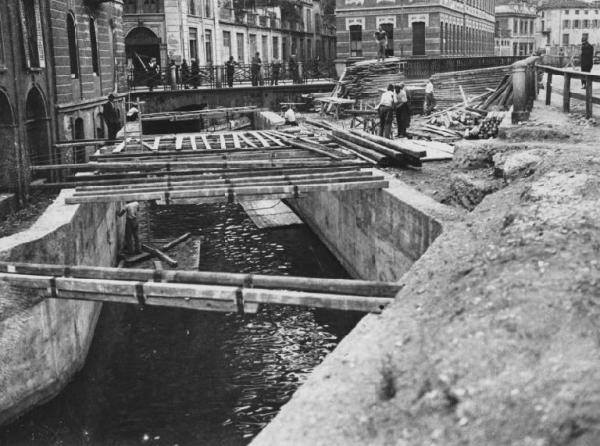
I lavori di interramento del Naviglio di San Marco vicino all'omonima piazza